# AliveCast
株式会社AliveCast(アライブキャスト)は、福岡県福岡市に本社を置くITベンチャー企業である。

## 概要
AliveCastは、主な事業としてインターネットを利用した情報通信システムの企画・開発・設計・管理運営、各種情報提供サービス及び各種情報処理サービス、商品販売システムの設計・開発及びコンサルティングなどを行っている。

## 沿革
- 2005年 (平成17年)
  - 8月 有限会社AliveCastを福岡県大野城市に設立
- 2006年 (平成18年)
  - 2月 コーチングマッチングサイト「CoachingWill」を提供開始
  - 10月 本社所在地を福岡県福岡市博多区へ移転
  - 10月 Webサイトマネージメントシステムを開発・提供開始
- 2013年 (平成25年)
  - 1月 スマホ決済アプリ「ExOrder」提供開始
- 2014年 (平成26年)
  - 6月 株式会社AliveCastへ組織変更
  - 6月 本社所在地を福岡県福岡市中央区へ移転
- 2015年 (平成27年)
  - 6月 福岡県通販サイト「よかもん市場」構築
  - 9月 米国サンフランシスコで開催された「TechCrunch Disrupt 2015」にExOrderを出展